# Helikon (folyóirat, 1990–)

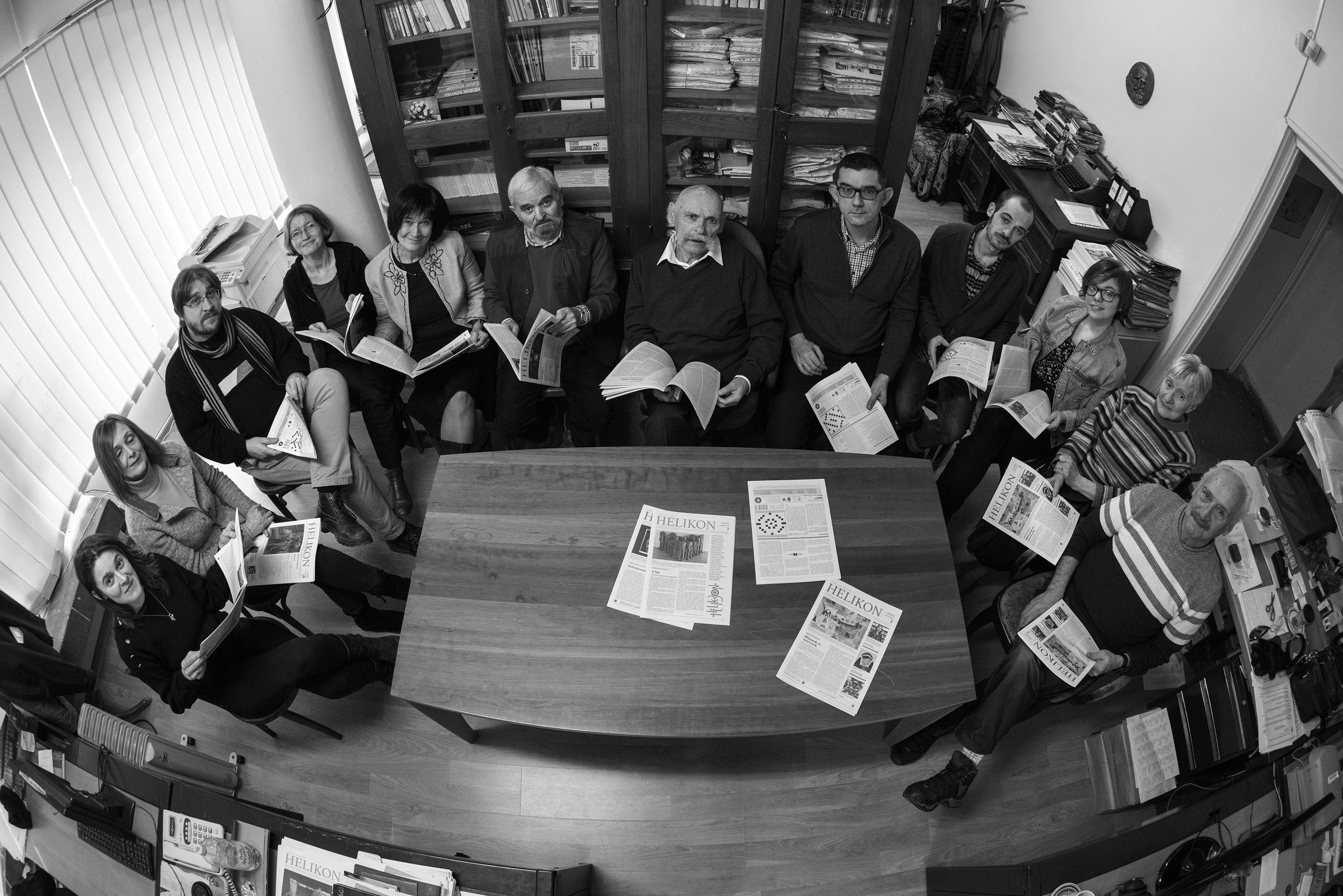
A Helikon egykori és jelenlegi munkatársai 2020-ban (balról): Márton Evelin, Deák Judit, Papp Attila Zsolt, Demeter Zsuzsa, Egyed Emese, Király László, Szilágyi István, Karácsonyi Zsolt, Horváth Benji, Mărcuțiu-Rácz Dóra, Nagy Mária, Rákossy Tibor. Fotó: Szentes Zágon

A Helikon 1990 januárjától megjelenő kolozsvári magyar nyelvű irodalmi folyóirat. Előzménye az 1946–1989 között ugyancsak Kolozsváron megjelenő Utunk volt. Alapító főszerkesztője Szilágyi István, főszerkesztője 2013-tól Karácsonyi Zsolt, főszerkesztő-helyettese 2021-től Demeter Zsuzsa. A szerkesztőség jelenlegi munkatársai Deák Judit, Horváth Benji, Márton Evelin, Mărcuțiu-Rácz Dóra, Papp Attila Zsolt és Rákossy Tibor, főmunkatársai Egyed Emese és Király László egykori lapszerkesztők.

## Története
A rendszerváltást követően módosult a romániai magyar sajtó- és folyóiratrepertórium: a marosvásárhelyi Igaz szó helyébe a Látó lépett, ezzel párhuzamosan Kolozsváron, az Utunk szerkesztőségében is zajlottak változások. Az Utunk már 1989 decemberében jelezte az elkövetkező névcserét, 1990 januárjától pedig Helikon cím alatt jelent meg „a romániai magyar irodalomban elkövetkezendő korszakváltás” hírnökeként. Létay Lajos nyugdíjazását követően Szilágyi István vált a lap átváltozásának kulcsfigurájává, főszerkesztői munkáját Király László irodalmi titkár (később főszerkesztő-helyettes) segítette. Az Utunkhoz hasonlóan, a Helikon is a Romániai Írók Szövetségének lapja, két éven keresztül szépirodalmi hetilapként hirdette magát, majd 1992-től rögzült a mai napig érvényes havi kétszeri megjelenés (kezdetben évfolyamonként huszonhat, majd 1994-től évente huszonnégy számmal).
A lap korai éveire a kísérleti szellem jellemző, így tűntek el például a Szófejtő szerpentin, Digma vagy a Kukkoló című rovatok az első pár évfolyam után. A mára védjegyszerűvé vált lapszám-mottók már az első évfolyam során feltűntek, a második évfolyamtól kezdődően pedig rendszeresen megjelentek a lap címoldalán. Az első tematikus Helikon-számok között elsősorban a Mátyás-szám említhető meg, de egy-egy markáns évforduló is alkalmat adott a tematikus szerveződésnek.
1995-ben a lap felvételi-felkészítő sorozatot indított a bölcsészkar iránt érdeklődő diákok segítségére. Rendszeresen közölt benne Berszán István, Gábor Csilla és Orbán Gyöngyi, a sort 1996-ban Szilágyi N. Sándor zárta leghosszabb, Ne lógasd a nyelved hiába! című sorozatával, amely később könyvként is megjelent. A Helikon mindvégig hű maradt az Utunk hagyományaihoz, 1998-ban interjúsorozatot indított a Forrás-nemzedék tagjaival Vissza a Forrásokhoz címmel, amelyet többnyire Balázs Imre József szerkesztett.
A Helikon tartalmát és sajátosságait tekintve rendkívül hasonló jelenlegi alakjához, ugyanakkor számos rovat és koncepció maradt rá lapelődjéből, például K. Jakab Antal Levélváltása, amelyet később a Szöveggyűjtemény című rovat szorított ki, népszerű rovatok voltak továbbá a Komp és Orbis Terrae. A Holmi címet viselő hírrovat is jelen volt a Helikon első lapszámaitól kezdődően, akkor még világirodalmi érdeklődéssel egészültek ki a magyar irodalmi közlemények (ma már szinte kizáróan erdélyi irodalmi eseményekről számol be). A zenerovat sokáig Új lemezemet hallgatom címmel működött, de tematikától függően viselt alternatív elnevezéseket. A zenerovat rendszerint Terényi Ede írásait adta közre, majd Lászlóffy Zsolt vette át. Jelenleg a zenerovat Amplitúdó címmel fut Jakabffy Tamás rendszeres publikációival.
A pályakezdő szerzők írásai az első években a nem túl sejtetően elnevezett Fiatalok rovatban jelentek meg, majd rövid kimaradás után 1993-ban visszatért Serény Múmia címmel Fekete Vince szerkesztésében. A rovat mottójául Petőfi Sándor Egy gondolat bánt engemet című versének átírt sorai szolgálnak: „Ha majd minden rabszolga nép / jármát megunva olajra lép”, bevezetőjében Sántha Attila írt a melléklet célkitűzéseiről, elveiről. Több neves erdélyi szerző a Serény Múmiában kapott először publikálási lehetőséget, közülük páran később maguk is Helikon-szerkesztőkként helyezkedtek el, például Karácsonyi Zsolt vagy Papp Attila Zsolt. A rovat ismert volt szatirikus-parodisztikus éléről, szerzői gyakran közöltek egymásról paródiát, ugyanakkor a Serény Múmia saját interjúrovattal (SEM-interjú) rendelkezett.
2004-ben a Serény Múmia szerkesztését Karácsonyi Zsolt vette át, amely 2005-ben A nagy Kilometrik néven fut, tipográfiailag is jól elkülönülően a Helikon-laptesttől. A nagy Kilometrik hasábjain történnek kísérletek a korábbi műfajok és rovatok újjáélesztésére, Fekete Richárd ír Görbetükör-átiratokat, Eszteró István paródiákat. A későbbi szerkesztők közül A nagy Kilometrikben debütált többek közt Horváth Benji is, akkor még Horváth Előd Benjámin néven. Horváth Benji vette át a pályakezdők rovatának szerkesztését, amely 2016-ban újabb névváltoztatáson esett át, ekkor nyerte el ma is aktuális Pavilon 420 címet.
A Helikon 2006-tól online portálként is jelentkezik. A lap fennállásának 25. évfordulóján az online felület megújult, ezt Kecskés Tamás Hunor ismertette a közönséggel.
2016-ban alapította a Kemény Zsigmond-díjat, amellyel olyan szerzőt jutalmaznak, akik „írásai és munkássága révén a Helikon tágabban értelmezett alkotói közösségének kiemelkedő személyisége.”

## Szerkesztőség
Indulásakor a lap főszerkesztői pozícióját Szilágyi István töltötte be, irodalmi titkárként Király László segítette munkáját. A teljes szerkesztői-adminisztratív gárda csak a 11. számban lett nyilvános, ezek a következők: Szilágyi István (főszerkesztő), Király László (főszerkesztő-helyettes), Sigmond István (felelős titkár), K. Jakab Antal (vers, levélváltás), Mózes Attila (széppróza), Jakabffy Tamás (kritika, esszé), Lászlóffy Aladár (világkultúra), Szabó Gyula (kultúrtörténet, hagyomány), Egyed Emese (társművészetek), Molnos Lajos (szemle), Nagy Mária (olvasószerkesztő), Derzsi József (műszaki szerkesztő), Kovács Károly (grafikus), Vallasek Márta (titkárnő), Bálint Mária (gépírónő), Szabó Katalin (adminisztratív felelős). Ugyanebben az évben a társművészetekért felelős rovat szerkesztését Szőcs István vette át. 1993-tól Fekete Vince csatlakozott a szerkesztőséghez, aki a Serény Múmiát szerkesztette tizenegy éven keresztül.
K. Jakab Antal halálát követően a Helikon kritikarovatának szerkesztését Demeter Zsuzsa vette át 2007-ben, Karácsonyi Zsolt pedig főszerkesztő-helyettesi pozíciót. 2008-ban Papp Attila Zsolt csatlakozott a szerkesztőséghez a társművészetek, később az interjúrovat felelős szerkesztőjeként. 2013-ban László Noémi lett a vers- és műfordításrovat szerkesztője. 2014-tól Kecskés Tamás Hunor a lap olvasószerkesztője, 2015-ben Horváth Benji váltotta fel a szerkesztőségi gárdában A nagy Kilometrik (később Pavilon 420) című rovat szerkesztőjeként, Mózes Attila pedig távozott a szerkesztőségi munkatársak köréből. 2016-ban André Ferenc csatlakozott, aki a Helikon webfelületének gondozásáért felelt, majd 2019-ben Mărcuțiu-Rácz Dóra váltja André Ferencet az online felület frissítésében. 2020 februárjától Márton Evelin csatlakozik a szerkesztőséghez a prózarovat szerkesztőjeként, László Noémi pedig a Napsugár és Szivárvány gyermeklapok főszerkesztőjeként folytatja irodalmi-szerkesztői tevékenységét. 2021-től a lap főszerkesztő-helyettese Demeter Zsuzsa kritikus, irodalomtörténész lesz. 

## Rovatok
- Szempont: 1991. február 1. és december 20. között jelent meg Jakabffy Tamás szerkesztésében. Mottója: „Kis lap áll a nagy duma mentében”. A szerkesztő programcikkében (Előke. Helikon, 1991/5) fogalmazta meg elképzeléseit. A rovatban többek között Ara-Kovács Attila, Asztalos Ildikó, Bajor Andor, Bálint Tibor, Balla D. Károly, Balla Zsófia, Bogdán László, Bréda Ferenc, Csiszár László, Darvasi László, Egyed Emese, Eörsi István, Fábián Ernő, A. Gergely András, Határ Győző, Hódor Adél, Horváth Elemér, Kamarás István, Kerényi Károly, Király László, Kisgyörgy Réka, Kovács András Ferenc, Kukorelly Endre, Láng Zsolt, Lászlóffy Csaba, Lőkös István, Mák Ferenc, Marno János, Mészöly Miklós, Nádas Péter, Nagy Gáspár, Nemes Nagy Ágnes, Parti Nagy Lajos, Petri György, Siklós István, Sólyom Noémi, Szíjj Ferenc, Szörényi László, Thomka Beáta, Tolnai Ottó, Vajda Mihály, Veress Gerzson, Visky András versei, novellái, esszéi, tanulmányai jelentek meg. A világirodalmat Julia Axelrod, Nyikolaj Bergyajev, Jean Yves Calves, Britt E. Hallquist, Martin Heidegger, Peter Hünermann, A. Jambert, Rafael Munoz Palacios Sj., Vladimir Nabokov, Marcel Proust, Rainer Maria Rilke, Friedrich Scholz, Ingrid Sjöstrand, Siv Widerberg képviselte Asztalos Enikő, Fegyveresi Anna, Fegyveresi István, Jakabffy Tamás, Medgyesi Emese, Szilágyi Mihály, Tótfalvi István, Varga Petra és Vidor Miklós fordításában. Átfogó tanulmány mutatta be Heidegger filozófiáját, s egy-egy tanulmány a bolgár, a dán és a kínai irodalmat.